# مناخ أذربيجان

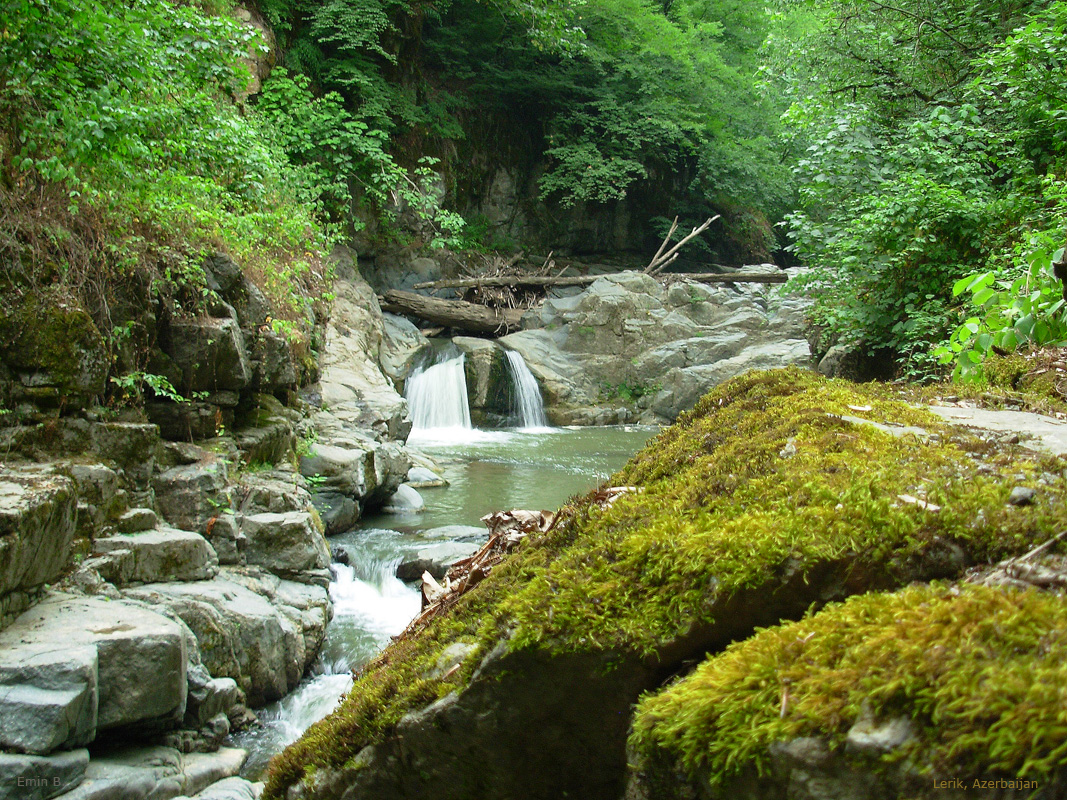
الغابات الجنوبية في أذربيجان.

يتأثر المناخ في أذربيجان بالكتل الهوائية الباردة القطبية الإسكندنافية والمعتدلة من سيبيريا والضغط الجوي المرتفع من وسط آسيا. يؤثر المشهد الطبيعي المتنوع في البلاد على توزع الكتل الهوائية.
تحمي جبال القوقاز الكبرى البلاد من التأثيرات المباشرة للكتل الباردة القادمة من الشمال، الذي يؤدي إلى تشكيل مناخ شبه استوائي على معظم تلال وسهول البلاد. في غضون ذلك، تتميز السهول والتلال بارتفاع معدلات الإشعاع الشمسي.
تسعة من أصل أحد عشر إقليماً مناخياً موجود في أذربيجان. سجلت درجة الحرارة الدنيا القصوى -33 °مئوية (-27.4 درجة فهرنهايت) ودرجة الحرارة القصوى العظمى 46 °مئوية (114.8 درجة فهرنهايت) في جولفا وأردوباد. سجّل معدل هطول الأمطار السنوي الأقصى في لانكاران (1600 إلى 1800 ملم) والحد الأدنى في أبشيرون (200 إلى 350 ملم).